# Ophidiiformes
Ophidiiformes é uma ordem de peixes marinhos teleósteos da superordem Paracanthopterygii. Esta ordem inclui algumas espécies de águas profundas, como a de maior profundidade que se conhece, Abyssobrotula galatheae, encontrada a 8370 m na Fossa de Porto Rico.
As barbatanas pélvicas, quando estão presentes, inserem-se ao nível do pré-opérculo ou até mais à frente, apresentando em ocasiões uma espinha nelas; as barbatanas dorsal e anal são grandes, usualmente unidas à barbatana caudal.
O grupo inclui espécies pelágicas, bênticas e mesmo parasitas. No entanto, todas apresentam uma forma corporal semelhantes. Algumas espécies são vivíparas, dando à luz pequenos juvenis, ao invés de depositarem ovos. Variam de tamanho desde Grammanoides opisthodon que mede apenas 5 cm de comprimento, até Lamprogrammus shcherbachevi que mede 2 m de comprimento.

## Sistemática
Existem cinco famílias enquadradas em duas subordens:
- Subordem Bythitoidei
  - Família Aphyonidae
  - Família Bythitidae
- Bythitoidei incertae sedis:
  - Família Parabrotulidae
- Subordem Ophidioidei
  - Família Carapidae
  - Família Ophidiidae

Antigamente eram classificadas dentro desta ordem as famílias Ranicipitidae e Euclichthyidae , mas agora são consideradas na ordem Gadiformes.

## Galeria

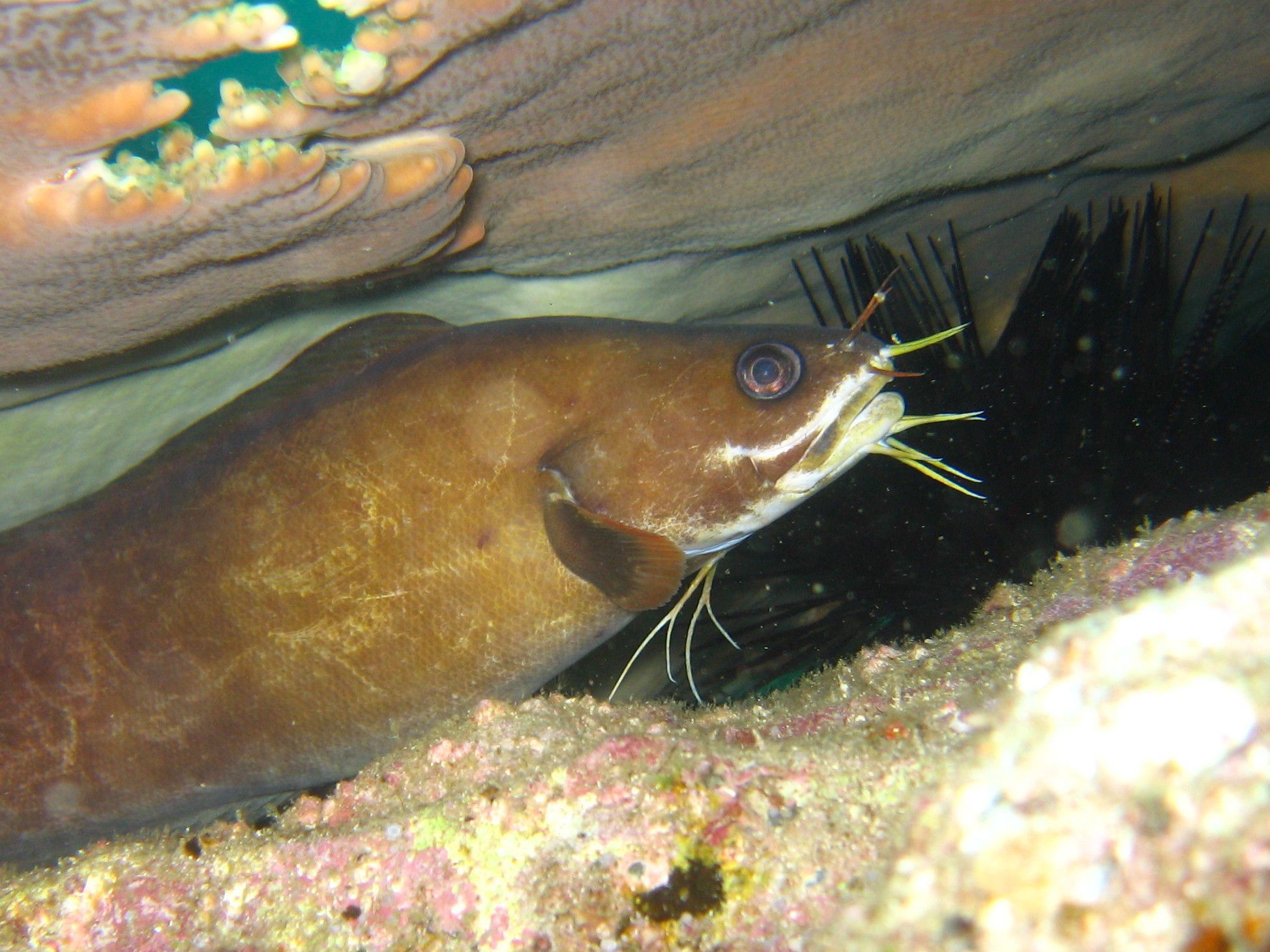
Brotula multibarbata
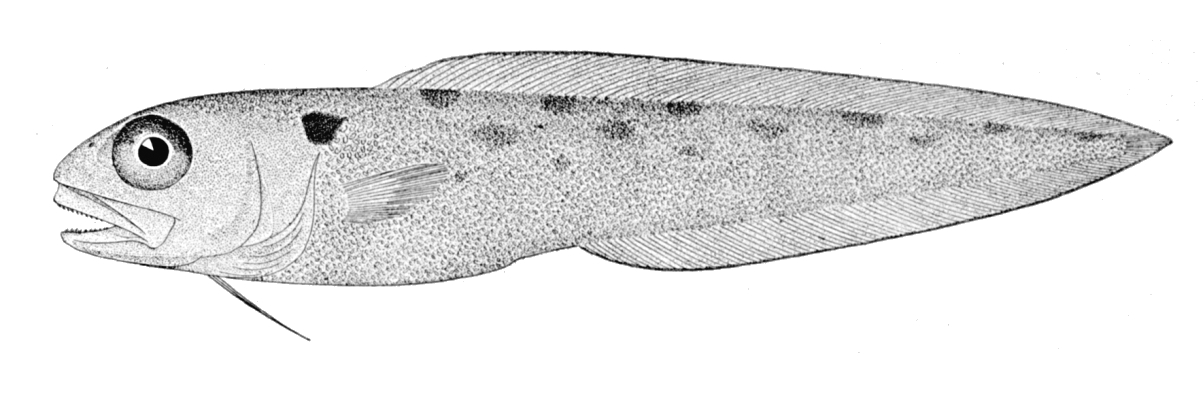
Otophidium omostigma.jpg
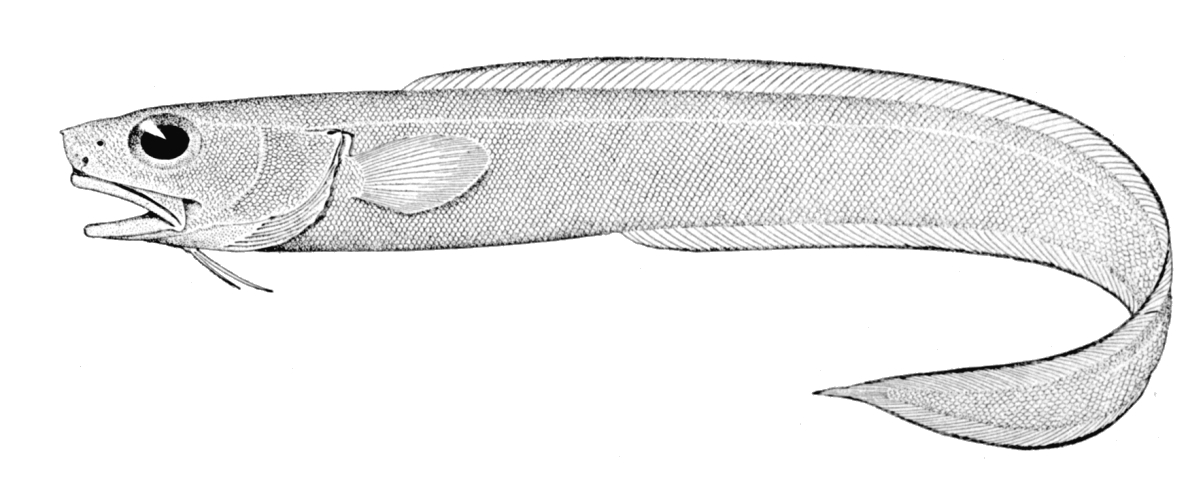
Lepophidium profundorum
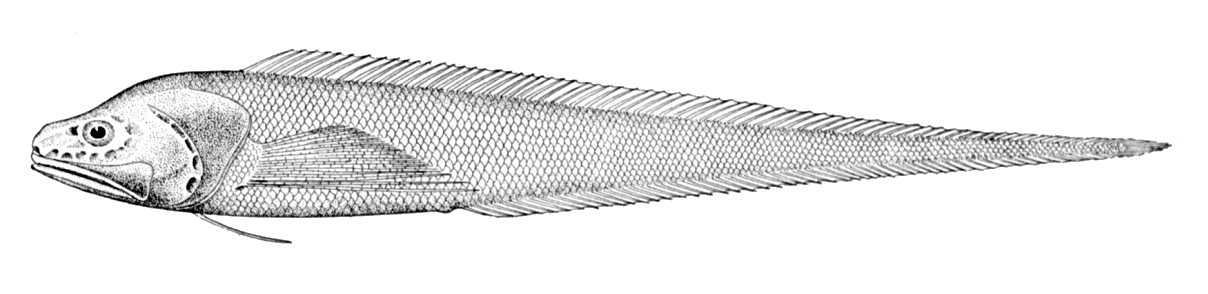
Bathyonus laticeps
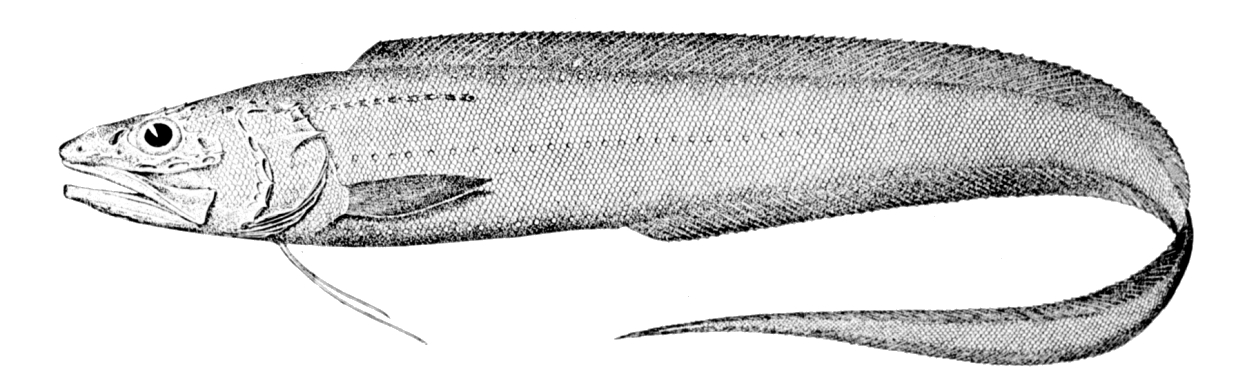
Porogadus miles
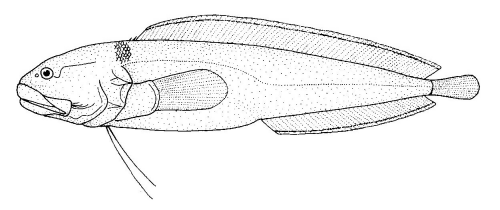
Bidenichthys consobrinus
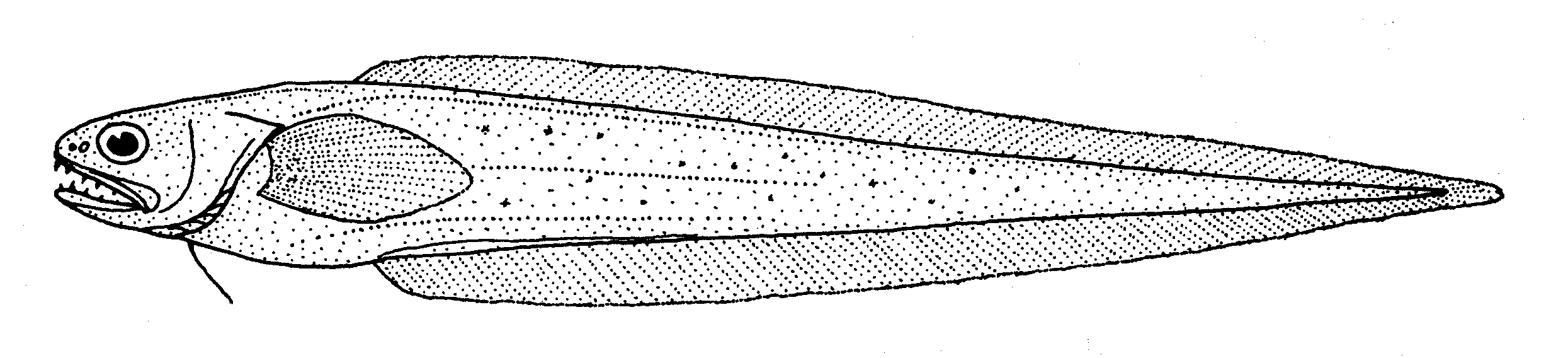
Pyramodon ventralis